# Partit per l'Alliberament de Martinica
Partit per l'Alliberament de Martinica (PALIMA) és un partit polític de Martinica, d'ideologia independentista. Fou fundat el 10 d'octubre de 1999 per Francis Carole, regidor de Fort-de-France (1995-2001), conseller general del Cantó de Fort-de-France-7 de 2001 a 2008 i assessor de la comissió permanent del Consell General de Martinica, a partir d'una escissió del Consell Nacional dels Comitès Populars (CNCP).

## Resultats electorals
A les eleccions municipals de 2001 Francis Carole fou candidat de Palima a Fort-de-France i va obtenir a la primera volta 1.686 vots (5,21%).
A les eleccions parlamentàries de 2002 Francis Carole fou candidat de Palima pel 3r districte i va obtenir a la primera volta 1.134 vots (7,1%).
A les eleccions parlamentàries de 2007 Francis Carole fou candidat de Palima pel 3r districte però a la primera ronda només va aconseguir 661 vots (3,18%).
A les eleccions cantonals de març de 2008, Francis Carole fou derrotat al seu feu del Cantó de Fort-de-France-7 per Christian Edmond-Mariette, del Partit Progressista Martiniquès (PPM). Nogensmenys, aconseguí un electe al Consell General de Martinica, Noè Malouda, pel Cantó de Fort-de-France-4. El 2009 va fer una crida a votar per l'article 74 de la Constitució francesa.